# Eva (película de 1968)
Eva (título original en inglés Eve) es una película de 1968 dirigida por Jeremy Summers y protagonizada por Robert Walker, Fred Clark, Herbert Lom, Christopher Lee y presentando a Celeste Yarnall como Eva. Cuando el director renunció a la mitad del rodaje, se contrató al director de cine de terror español Jesús Franco para terminar el trabajo. La película fue una coproducción entre Reino Unido, España y los Estados Unidos, y las escenas de locaciones se filmaron en Brasil. También se estrenó como Eva en la Selva, The Face of Eve (en el Reino Unido), Eve in the Jungle o Diana, Daughter of the Wilderness.

## Argumento
Un explorador que busca un tesoro inca perdido de valor incalculable en la selva amazónica se encuentra con una joven descalza vestida solo con pieles llamada Eva, a quien los nativos de la selva adoran como una diosa. Eva también está siendo perseguida por un showman que la quiere para su espectáculo de fenómenos; por los indígenas que ahora la quieren matar por ayudar a un hombre blanco; y por un explorador, el abuelo de Eva, que quiere silenciarla.

## Reparto
- Robert Walker como Mike Yates.
- Fred Clark como John Burke.
- Herbert Lom como Diego.
- Christopher Lee como el coronel Stuart.
- Celeste Yarnall como Eva.
- Rosenda Monteros como Conchita.
- Maria Rohm como Anna.
- José Ma Caffarel como José.
- Ricardo Díaz como Bruno.

## Recepción de la crítica
TV Guide lo llamó una «historia muy mal hecha de una Tarzanesa»; mientras que Dave Sindelar escribió en Fantastic Movie Musings and Ramblings, «es un asunto aburrido, especialmente durante la larga sección intermedia donde el héroe regresa a la civilización, y cualquier interés que genera se debe más a la presencia de varios rostros familiares (Herbert Lom, Christopher Lee, Fred Clark) que cualquier cosa que realmente suceda. Una cosa divertida de hacer en la película es hacer un seguimiento de cuántos personajes mueren como resultado de su propia estupidez monumental; cuento al menos tres».